# جورج بوش (بازیکن فوتبال)
جورج بوش (انگلیسی: George Bush؛ 1883 – ۱۹۳۶ (۵۲−۵۳ سال)) بازیکن فوتبال بود.
از باشگاه‌هایی که در آن بازی کرده‌است می‌توان به باشگاه فوتبال گریمزبی تاون اشاره کرد.